# Sásza
Sásza románul: Șasa, falu Romániában, Erdélyben, Fehér megyében.

## Fekvése
Szászavinc közelében fekvő település.

## Története
Sásza korábban Szászavinc része volt. 1910-ben 182, 1956-ban 182 lakosa volt.
1966-ban 110, 1977-ben 70, 1992-ben 25, 2002-ben pedig 17 román lakosa volt.